# Ponte de Guldborgsund

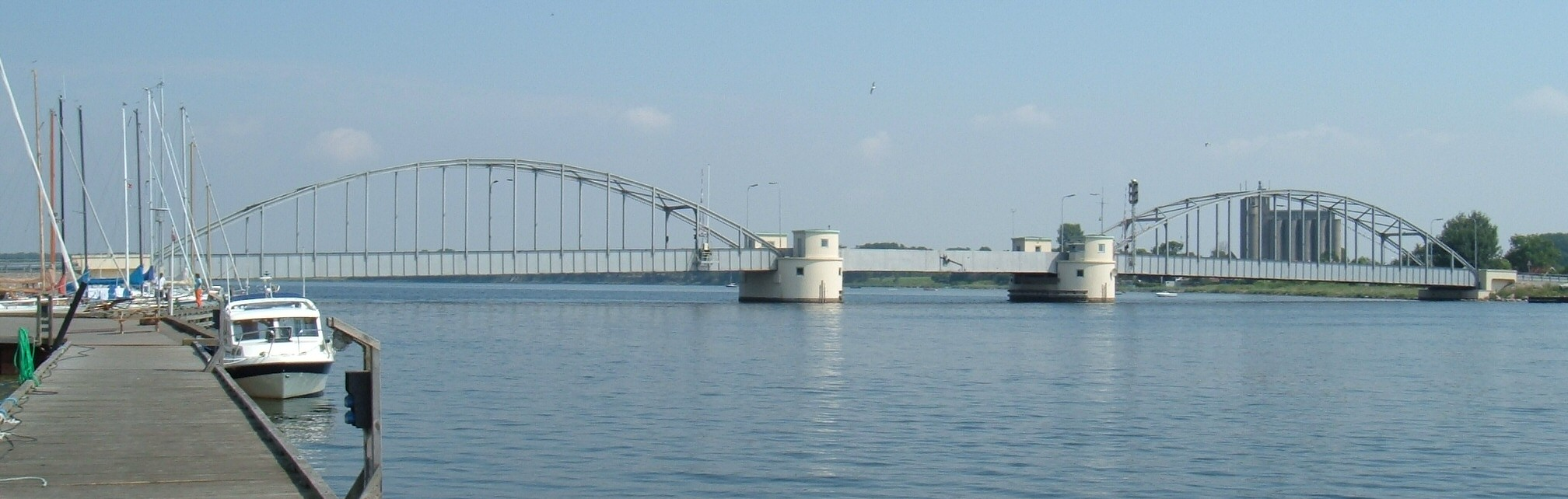
Ponte de Guldborgsund, vista para norte a partir de Lolland

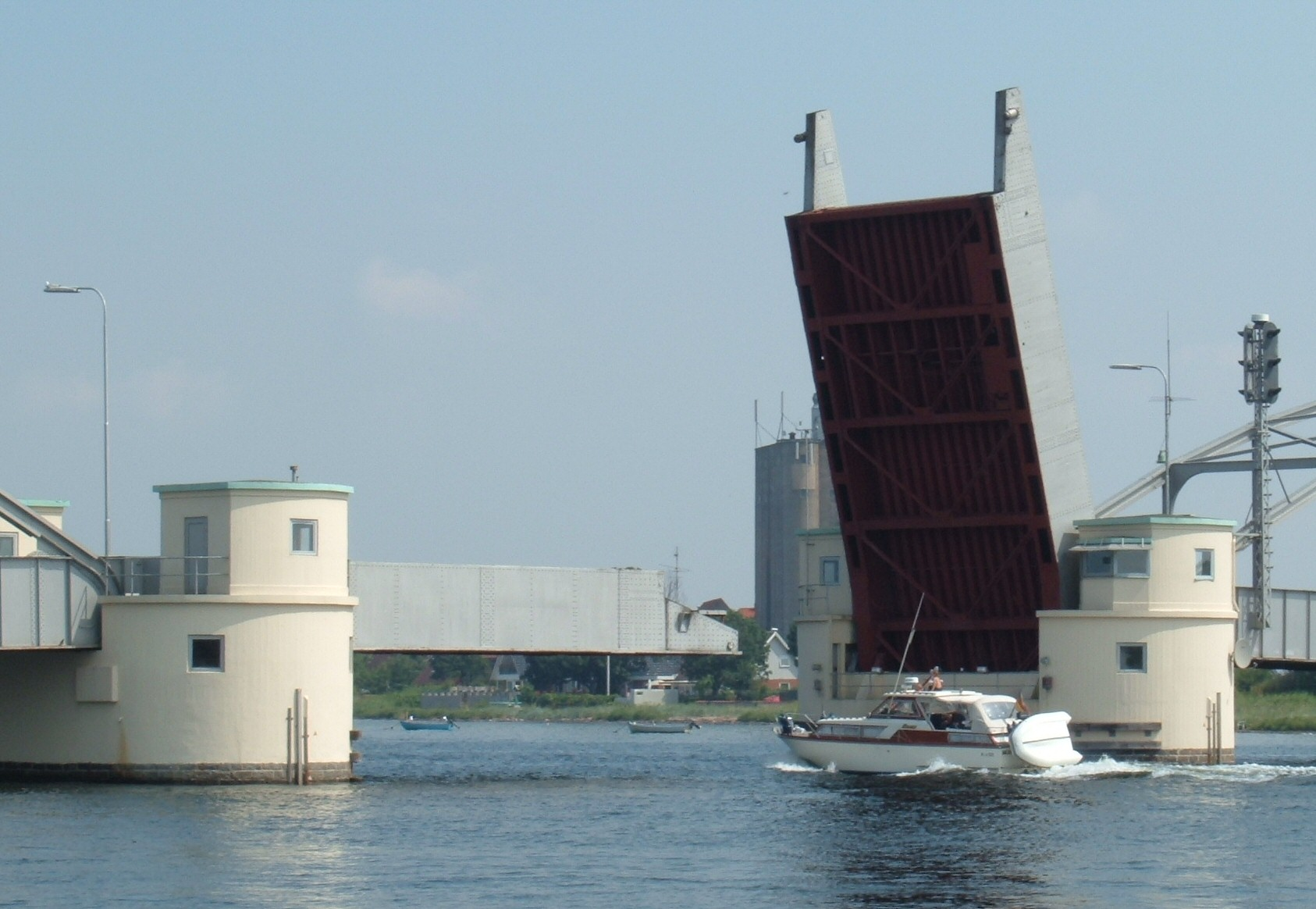
A bridge com uma báscula aberta

A ponte de Guldborgsund (em dinamarquês:  Guldborgbroen) é uma ponte basculante que cruza a parte norte do Guldborgsund, entre as ilhas de Lolland e Falster, na Dinamarca. Foi inaugurada em 1934.